# Alexis Carrel
Alexis Carrel (n. 28 iunie 1873, Sainte-Foy-lès-Lyon, Rhône-Alpes, Franța – d. 5 noiembrie 1944, Paris, Franța) a fost un chirurg și biolog francez, laureat al Premiului Nobel pentru Fiziologie sau Medicină în 1912. S-a născut la Lyon, fiul unui negustor cu același nume și al Annei Richard.

## Biografie
A urmat cursurile de literatură franceză și medicină ale Universității din Lyon. După terminarea studiilor, a profesat ca medic în același oraș și a predat anatomie și chirurgie la Universitatea din Lyon. Alexis Carrel este cunoscut pentru studiile sale în domeniul chirurgiei și în special al chirurgiei vasculare, studii care au fost începute în Franța și continuate după 1904 în Statele Unite. Cadru al Universității de Medicină din Chicago și apoi din 1906 al Institutului de Cercetări Medicale Rockefeller din New York, Alexis Carrel a primit recunoașterea publică a efortului său în domeniul cercetării chirurgiei experimentale și în special vasculare, al transplantului de țesuturi și organe în 1912, când i-a fost acordat Premiul Nobel pentru Fiziologie sau Medicină.
Printre lucrările publicate se numără Omul, acest necunoscut (franceză L`e Homme, cet inconnu, 1935).